# モーニング・グルーブ
Morning Groove!（モーニング・グルーブ）は、FM AICHIで、平日（月〜金曜）の6:00-8:55（JST）に1999年4月〜2011年3月まで放送していた日本のラジオ番組。
6時から10時までオンエアしていた時期もあった。クロノス （2008年3月までSKY）を6時で飛び降りて放送開始していたことがあった。

## 歴代パーソナリティ
- 岩沢慶明（初代）
  - 1999年4月〜2004年3月。他に「パワーカウントダウンA100」などを担当していた。
- 羽田徹（2代目）
  - 2004年4月〜2005年3月。本来はこの番組を2年担当する予定であったらしい。
- 内藤聡（3代目）
  - 2005年4月〜2008年3月。現在は「サンデー・エクスプレス」を担当。
- 常深裕司（4代目）
  - 2008年4月～2009年3月。
- マルコ石本（5代目）
  - 2009年4月～2011年3月。現在は「マジカル･サーフィン」などを担当。

## コーナー
（6時台）
- 6:00　番組オープニング
- 6:40-44　コスモアースコンシャスアクト ずっと地球で暮らそう。
  - ちなみにFM AICHIからのレポートの時は、同局・東條裕アナウンサーが担当。
- 6:45-54　あぐりずむ
- 6:55-7:00　MY OLYMPIC…JFN同時ネット。

（7時台）
7:00-30、7:40-45までは、JFN・クロノスのコーナーをネット。
- 7:30　FM AICHI TRAFFIC
- 7:33　FM AICHI HEADLINE NEWS
- 7:34　SPORTS HEADLINE
- 7:36　おかえり・ウェザー
  - 当日午後6時の名古屋の天気と、傘の必要度合いを伝える。
- 7:47　FM AICHI TRAFFIC

（8時台）
8:00-20までは、JFN・クロノスのコーナーをネット。
- 8:20　FM AICHI TRAFFIC
- 8:25-30　Honda Cars愛知 ワールド・トピックス
  - 世界の注目ニュースを毎日一つピックアップ。
- 8:30　LAGUNA Swing The Seaside（月・水・金）
- 8:35　FM AICHI TRAFFIC

### 過去に行われていたコーナー
- 曲名しりとり（〜2006.9.19、2007.7.16〜8.31）
  - 内藤が過去に担当していたサンデー・エクスプレスから行われていたコーナー。1日1曲ずつ、リスナーからのリクエストを抽選し、曲名をしりとりしていく。ルールで終了の対象曲であった「イマジン」（ジョン・レノン）が流れたため、終了となった。　
  - なお、2007.7.16から夏休み期間限定で復活したが当初の予定通り8.31にて終了。
- カラオケスタジオ『トン』（〜2006末?）
  - 過去にヒットしたナンバーで、現在でもカラオケなどで根強い人気を持つ曲を取り上げる。
- HEART OF FORTUNE（〜2007.4？）
  - その日の星座に順位をつけて発表し、1位と最下位にそれぞれ『プリマ』『プリマックス』の言葉を交えてミニコントを行っていた。
- MG Direct Line（〜2007.8.31）
  - 当初は「おはようSATOップ」。番組唯一の電話によるトークコーナー。リスナーに内藤が電話をかけ、トークをしてリクエストを聞く。
  - 『アポなし』がコンセプトの為、電話に出ない、あるいは携帯電話などの『非通知着信拒否設定』に引っかかる事（局からの発信は非通知設定の為）もあった。
- 駅前BANZAI（2007.4〜11？）
  - 身近にある駅にスポットをあて、周辺の情報を募って発表していくもの。
- レッツ・ワイパー！（2007.3〜11？）
  - 午前8時前に『8時だよ!』の言葉の後に、ジングルと共にドライバーにワイパーを動かしてもらおうとするもの。
- 今日のオンギャー（2005.4〜2008.3）
  - 過去に内藤が担当していたサタデー･エクスプレス内「鶴舞ダンスホール」を改題・移動したコーナー。リスナーから記念日を募り、それぞれに対して内藤がおめでとうの代わりに「Ride On!」を言うコーナー。

## その他・備考
- 2006年3月まで、毎週金曜日の番組エンディングには、次の番組ラブ・オンラインのDJである千駄あずさが乱入して内藤とクロストークをしていた。よって、金曜日の「今日のオンギャー」は、内藤・千駄の2人で「Ride On!」をハモっていた。
- また、第1・第3金曜日の8:40頃から主に野村氏（愛知県警察･街頭犯罪対策室:人が変わることもあった）を招いて防犯と犯罪の実態について語る『Save The Safety Life』（FM AICHI、ZIP-FM、Radio-i、東海ラジオ、CBCラジオとの5社共同企画）のコーナーがあって、その延長で『今日のオンギャー』では千駄も交えて3人で「Ride On!」をハモっていた。
- 一時期、『Ride On!』を『シンプル・バージョン』と称して、まとめてメッセージを読んでから1度だけ『総まとめ』にして叫んでいた事があった。
- 内藤の好きなアーティスト、馬場俊英の曲を、必ず毎日一曲はオンエアしていたが、'06年7月頃から2〜3日に1回…など、リスナーからのメッセージに合わせたりライブなどの活動が名古屋であった時など『ここぞ！』の時にかけられるようになっている。
- 2005年4月〜2006年3月放送分まではディレクター（特に坂口ディレクター:通称『ぐっさん』）と会話をするかのようにジングルが多用されたが、2006年4月からの放送に関しては『曲名しりとり』の中でリクエスト曲のセット完了を示す『準備…OK!』以外は、例外を除いて（トークが長くなりすぎて展開を急かせる『時間で〜す!』など）使われる事はなくなった。2006年9月19日で『曲名しりとり』が終了したので会話のようなジングルは、ほぼ皆無である。